# Inmigración peruana en Chile

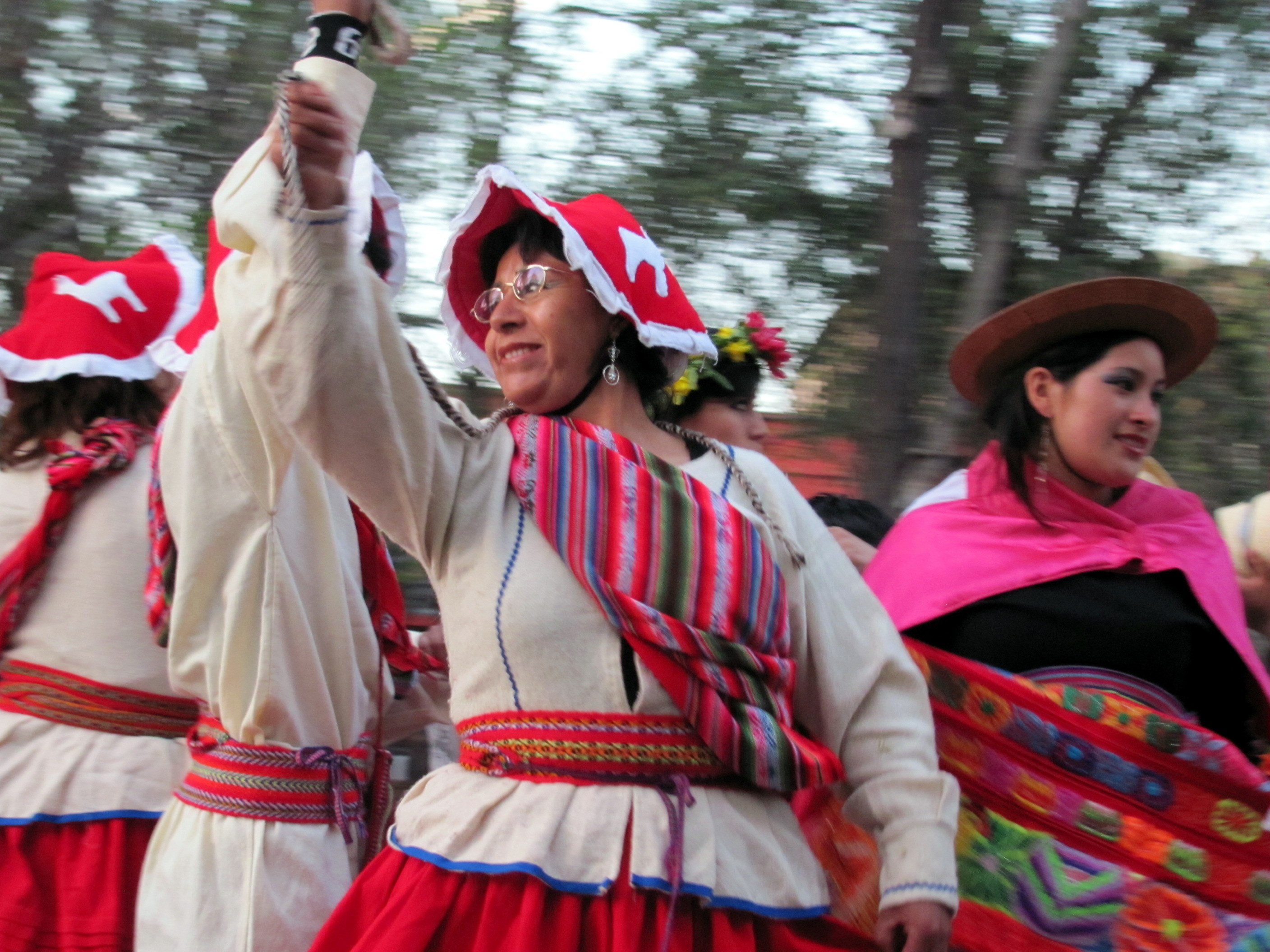
Mujeres peruanas bailando en Santiago de Chile.

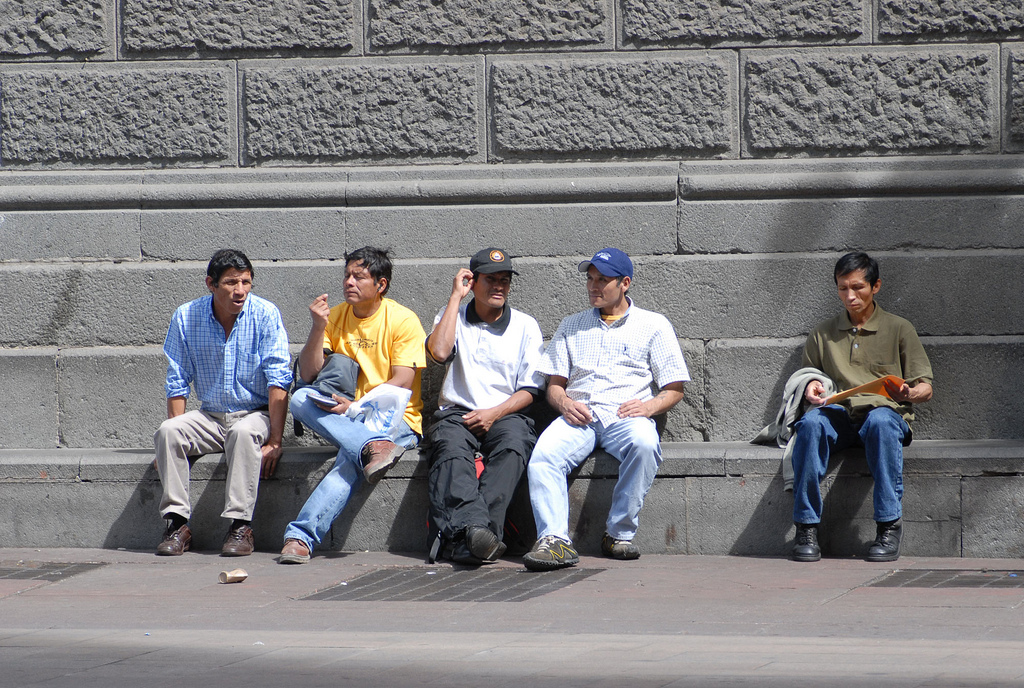
Inmigrantes peruanos en la Pequeña Lima de Santiago.

La inmigración peruana en Chile hace referencia al movimiento migratorio desde la República del Perú hacia la República de Chile. Es el movimiento migratorio más importante de las últimas décadas en Chile junto con la inmigración colombiana y la inmigración venezolana. Los expatriados peruanos residentes en Chile son según lo estimado la encuesta Casen del año 2015 son 130 361 habitantes. Chile es el tercer lugar de destino de las comunidades peruanas que residen en el extranjero tras Estados Unidos y España.
En el 2017 alcanzó los 249 389 inmigrantes casi duplicando la cifra del 2014, 130 329 peruanos.  Fue la mayor comunidad extranjera residente en Chile entre 1992 a 2015. Desde 2017, los peruanos son la segunda comunidad extranjera siendo superada por los venezolanos.

## Historia
Los primeros inmigrantes peruanos que se asentaron, lo hicieron desde el periodo virreinal español en lo que hoy es Chile. Aunque los inmigrantes del Perú han sido uno de los principales grupos de origen latinoamericano asentados en el país, su importancia ha aumentado durante los últimos años.
Los lazos entre ambas regiones han sido grandes desde la época colonial, Nueva Extremadura primero formó parte del Virreinato del Perú como una Gobernación y luego como una Capitanía General independiente desde 1798. Tras la guerra del Pacífico, Chile derrota la alianza Bolivia-Perú entre 1879 y 1883 incorporando los territorios peruanos del Departamento de Tarapacá, y las provincias de Arica, Tacna (hasta 1929) y Tarata (hasta 1925). En estas zonas del norte de Chile, que fueron chilenizadas desde 1910, se mantuvieron relaciones principalmente de carácter económico, cultural e incluso familiar.

## Inmigración contemporánea
A fines del siglo XX se produjo un rápido crecimiento de los inmigrantes peruanos en la zona central del país a causa de la progresiva prosperidad económica de Chile de las últimas décadas, en contraste a la inestabilidad económica que estuvo presente en Perú durante la década de 1980, que produjo hiperinflación, devaluación de la moneda peruana y altos índices de desempleo.
Sin embargo, el crecimiento más fuerte de la inmigración peruana se produjo los primeros años del siglo XXI. Si bien el censo de 2002 confirmó el aumento de 395% con respecto al censo realizado en 1992, llegando a 37 860, el crecimiento continuó hasta alcanzar los 139 361 en 2015.
Pese a que en 2013 el desempleo fue inferior al 6 % y que no hay relación causa-efecto entre migrantes y desempleo en Chile, la crisis asiática que afectó a Chile desde 1998 provocó que la opinión pública comenzara a discutir la situación de la colonia peruana en Chile, aumentando el rechazo hacia el ingreso de inmigrantes irregulares peruanos. Además del empleo, otra condición que alienta la llegada de peruanos a Chile tiene que ver con la seguridad y el respeto a la ley que caracterizan a las instituciones del sistema político del Estado chileno.
En la actualidad, los inmigrantes peruanos forman la segunda mayor colonia en Chile, con un 33,3 % de los migrantes en Chile según la encuesta Casen 2015, seguidos por los nacidos en Colombia, Argentina, Bolivia, Ecuador, resto de América Latina (considerando el Caribe y México), Europa y Norteamérica (sin México). Pequeña Lima le llaman a uno de los principales lugares de encuentro de la colonia peruana en las inmediaciones de la Plaza de Armas de Santiago de Chile.
Hay un alto nivel de capacitación de la mano de obra peruana. En contraste con los ciudadanos chilenos, 77 % de los peruanos en Chile tienen 10 o más años de estudio. El 20 % de las mujeres que emigran del Perú son profesionales, de nivel universitario o técnico y un 15 % ha trabajado en oficinas. El 16 % de hombres procedentes del Perú tienen un nivel técnico y el 8 % profesional. De acuerdo con datos de Casen 2006, 25 % de las empleadas domésticas peruanas tiene educación más allá de la secundaria, muchas incluso tienen nivel universitario completo.
En Chile existen 23 clubes sociales peruanos registrados, tres periódicos y un suplemento deportivo en un diario de circulación nacional, cientos de restaurantes, 20 empresas que operan como franquicias, inversiones en el país que desde 1974 suman US$ 672 millones y un equipo de fútbol, el «Club Deportivo Incas del Sur».
La influencia en términos demográficos también se ha ido expresando poco a poco en fenómenos culturales, gastronómicos, religiosos y sociales.

### Evolución de la población
| Inmigración peruana en Chile desde 1854 | Inmigración peruana en Chile desde 1854 | Inmigración peruana en Chile desde 1854 | Inmigración peruana en Chile desde 1854 |
| Año                                     | Residentes peruanos                     | Instrumento                             | Fuente                                  |
| --------------------------------------- | --------------------------------------- | --------------------------------------- | --------------------------------------- |
| 1854                                    | 599                                     | Censo 1854                              | [ 15 ]                                  |
| 1865                                    | 571                                     | Censo 1865                              | [ 15 ]                                  |
| 1875                                    | 802                                     | Censo 1875                              | [ 15 ]                                  |
| 1885                                    | 34 901                                  | Censo 1885                              | [ 15 ]                                  |
| 1895                                    | 15 999                                  | Censo 1895                              | [ 15 ]                                  |
| 1907                                    | 27 140                                  | Censo 1907                              | [ 15 ]                                  |
| 1920                                    | 12 991                                  | Censo 1920                              | [ 15 ]                                  |
| 1930                                    | 6223                                    | Censo 1930                              | [ 15 ]                                  |
| 1940                                    | 3893                                    | Censo 1940                              | [ 16 ]                                  |
| 1952                                    | 4432                                    | Censo 1952                              | [ 17 ]                                  |
| 1960                                    | 3583                                    | Censo 1960                              | [ 18 ]                                  |
| 1970                                    | 3930                                    | Censo 1970                              | [ 19 ]                                  |
| 1982                                    | 4308                                    | Censo 1982                              | [ 20 ]                                  |
| 1992                                    | 7649                                    | Censo 1992                              | [ 21 ]                                  |
| 2002                                    | 37 860                                  | Censo 2002                              | [ 22 ]                                  |
| 2010                                    | 124 672                                 | Extranjería                             | [ 23 ]                                  |
| 2012                                    | 150 050                                 | Extranjería                             | [ 24 ]                                  |
| 2015                                    | 225 361                                 | Casen 2015                              | [ 4 ]                                   |
| 2017                                    | 249 923                                 | Censo 2017                              | [ 25 ]                                  |
| 2018                                    | 266 244                                 | Extranjería                             | [ 26 ]                                  |
| 2019                                    | 237 132                                 | Extranjería                             | [ 1 ]                                   |
| 2020                                    | 238 552                                 | Extranjería                             | [ 27 ]                                  |

| Diez comunas con mayor porcentaje de Inmigración peruana en Chile | Diez comunas con mayor porcentaje de Inmigración peruana en Chile | Diez comunas con mayor porcentaje de Inmigración peruana en Chile | Diez comunas con mayor porcentaje de Inmigración peruana en Chile | Diez comunas con mayor porcentaje de Inmigración peruana en Chile | Diez comunas con mayor porcentaje de Inmigración peruana en Chile |
| ----------------------------------------------------------------- | ----------------------------------------------------------------- | ----------------------------------------------------------------- | ----------------------------------------------------------------- | ----------------------------------------------------------------- | ----------------------------------------------------------------- |
| Lugar                                                             | Comuna                                                            | Región                                                            | Residentes Peruanos                                               | Porcentaje                                                        | Fuente                                                            |
| 1                                                                 | Independencia                                                     | Metropolitana                                                     | 14 578                                                            | 14,54                                                             | [ 2 ]                                                             |
| 2                                                                 | Recoleta                                                          | Metropolitana                                                     | 13 966                                                            | 8,85                                                              | [ 2 ]                                                             |
| 3                                                                 | Santiago                                                          | Metropolitana                                                     | 34 050                                                            | 8,42                                                              | [ 2 ]                                                             |
| 4                                                                 | Quinta Normal                                                     | Metropolitana                                                     | 5723                                                              | 5,20                                                              | [ 2 ]                                                             |
| 5                                                                 | Estación Central                                                  | Metropolitana                                                     | 7499                                                              | 5,1                                                               | [ 2 ]                                                             |
| 6                                                                 | Iquique                                                           | Tarapacá                                                          | 8728                                                              | 4,56                                                              | [ 2 ]                                                             |
| 7                                                                 | Conchalí                                                          | Metropolitana                                                     | 5466                                                              | 4,31                                                              | [ 2 ]                                                             |
| 8                                                                 | Camarones                                                         | Arica y Parinacota                                                | 51                                                                | 4,06                                                              | [ 2 ]                                                             |
| 9                                                                 | Alto Hospicio                                                     | Tarapacá                                                          | 4208                                                              | 3,88                                                              | [ 2 ]                                                             |
| 10                                                                | Lo Prado                                                          | Metropolitana                                                     | 3459                                                              | 3,59                                                              | [ 2 ]                                                             |

## En la ficción

### Películas
- Ulises (2011)
- Lina de Lima (2019)